# Michael Rakowitz
Michael Rakowitz (22 de octubre de 1973, Long Island, Nueva York) es un artista iraquí-americano que vive y trabaja en Chicago. Es conocido por su arte conceptual expuesto en espacios no galerísticos. 
La obra de Michael Rakowitz ha sido expuesta en locales en todo el mundo como dOCUMENTA (13), P.S.1, el MoMA, MassMOCA, el Williams College Museum of Art, Castello di Rivoli, la 16.º Bienal de Sídney, la 10.º y 14.º Bienales de  Estambul, La 8.º Bienal de Sharja, Tirana Biennale, National Design Triennial en el Cooper-Hewitt, y Transmediale 05. Ha realizado también proyectos y exposiciones individuales con Creative Time, Tate Modern en Londres y el Museo de Arte Contemporáneo de Chicago.